# Димитър Фиков
Димитър Христов Фиков е български офицер (генерал-майор), офицер от Сръбско-българската война (1885), командир на 21-ви (1891 – 1894), 4-и (1894 – 1896) и 5-и пехотни полкове (1900 – 1904).

## Биография
Димитър Фиков е роден на 23 февруари 1859 г. в Ловеч, Османска империя. На 10 май 1879 г. завършва Софийското военно училище и е произведен в чин прапоршчик. На 1 ноември същата година поради премахването на чина прапоршчик е преименуван в подпоручик. Служи в Ловчанска № 13 пеша дружина. На 30 август 1882 е произведен в чин поручик, а от 30 август 1885 е капитан. Взема участие в Сръбско-българската война (1885). На 23 април 1887 е произведен в чин майор, през 1891 е назначен за командир на 21-ви пехотен средногорски полк, през 1892 е произведен в чин полковник. На последната длъжност е до ноември 1894, когато е назначен за командир на 4-и пехотен плевенски полк, на която длъжност е до 1896 година. Същата година е произведен в чин полковник. На 15 декември 1900 поема командването на 5-и пехотен дунавски полк, на която служба е до 18 януари 1904 г. На 18 май 1905 г. е уволнен от служба. Умира на 27 февруари 1932 г. в София и е погребан в централните софийски гробища.

## Семейство
Генерал-майор Димитър Фиков е женен и има 8 деца – 6 сина и 2 дъщери. Брат е на капитан Иван Фиков (р. 1874). Дъщеря му Христина Фикова-Ошанова (р. 1906) е съпруга на икономиста Райко Ошанов с когото имат син Асен Ошанов (1939 – 2020) – юрист и политик. Синът му Васил (р. 1888) е майор, Петко (р. 1891) е капитан, Асен (р. 1899) е доцент по педиатрия, а Иван (р. 1908) – архитект.

## Военни звания
- Прапоршчик (10 май 1879)
- Подпоручик (1 ноември 1879, преименуван)
- Поручик (30 август 1882)
- Капитан (30 август 1885)
- Майор (23 април 1887)
- Подполковник (1892)
- Полковник (1896)
- Генерал-майор (неизв.)